# Tórtora colltacada de l'Índia
La tórtora colltacada de l'Índia (Spilopelia suratensis) és una espècie d'ocell de la família dels colúmbids (Columbidae) que habita Pakistan, l'Índia, el Nepal, Bhutan i Sri Lanka.

Sovint considerada coespecífica de Spilopelia chinensis.